# Zatrephus javanicus
Zatrephus javanicus är en skalbaggsart som beskrevs av Fisher 1936. Zatrephus javanicus ingår i släktet Zatrephus och familjen långhorningar. Inga underarter finns listade i Catalogue of Life.